# Villar del Arzobispo
Villar del Arzobispo, mais conhecido como el Vilar, é um município da Espanha na província de Valência, Comunidade Valenciana. Tem 40,7 km² de área e em 2021 tinha 3 578 habitantes (densidade: 87,9 hab./km²).

## Demografia
| Variação demográfica do município entre 1991 e 2004 | Variação demográfica do município entre 1991 e 2004 | Variação demográfica do município entre 1991 e 2004 | Variação demográfica do município entre 1991 e 2004 |
| --------------------------------------------------- | --------------------------------------------------- | --------------------------------------------------- | --------------------------------------------------- |
| 1991                                                | 1996                                                | 2001                                                | 2004                                                |
| 3410                                                | 3460                                                | 3466                                                | 3626                                                |